# Розел (Њу Џерзи)
Розел (енгл. Roselle) град је у америчкој савезној држави Њу Џерзи.

## Демографија
По попису из 2010. године број становника је 21.085, што је 189 (-0,9%) становника мање него 2000. године.
| Група             | 2000.          | 2010.          |
| Белци             | 5.674 (26,7%)  | 3.389 (16,1%)  |
| Афроамериканци    | 10.917 (51,3%) | 11.610 (55,1%) |
| Азијати           | 577 (2,7%)     | 471 (2,2%)     |
| Хиспаноамериканци | 3.641 (17,1%)  | 5.644 (26,8%)  |
| Укупно            | 21.274         | 21.085         |